# 偽の警察官
偽の警察官（にせのけいさつかん）とは、都市伝説の1つ。テレビ番組で取り上げられ話題となった。

## 概要
ある女性が深夜、仕事からの帰り道、黒い服を着た男が走っていく姿を目撃する。
その翌日、女性がテレビ番組を見ていると、自宅の近くで殺人事件があったことを知る。同じ日、制服の警察官がやって来て「この近所で殺人事件があったのをご存知だと思うのですが、その件に関して何か心当たりはございませんでしょうか。」と聞いてくる。女性がドア越しに「何も知らないです。」と返答すると、警官は、「事件のせいでこの周辺の警備が強化されておりまして、私はパトロールでこの付近を巡回しています。また後日同じ時間にお尋ねしますのでその時に、もし何か思い出した事がございましたらどんなささいな事でも構いませんので教えてください」という旨の言葉を残して去っていく。
翌日も、翌々日も、その翌日も、決まった時間に警官は来る。女性は仕事熱心で立派な警察官だなと思いつつ、やはりドア越しに「知らない。」と答え続けていた。
そんなある日、いつもの様に警官が帰った後、女性は事件当日に黒い服の不審な男を見た事を思い出す。明日警官が来たら、その事を話そうと女性は思う。
次の日の朝、女性がテレビ番組を見ていると、例の事件の犯人が捕まったとのニュースが流れる。だが、女性は犯人の写真を見て驚愕する。捕まった男は、自分の家に聞き込みに来ていた警察官その人だった。つまり彼が警察官に扮装し、女性が事件に関係する事を思い出さないか監視し、もし思い出せば口封じに殺害してしまおうと狙っていた犯人だったのだ。

## エピソードの出自
有名なところではバラエティ番組『森田一義アワー 笑っていいとも!』のトークコーナー「テレフォンショッキング」において女優の室井滋がこのエピソードを語っていた（室井のエッセイ集『すっぴん魂』（文藝春秋）に同じ話が収録されている）。それを聞いた今田耕司から松本人志に伝えられ、『ダウンタウンのガキの使いやあらへんで!!』や『松本人志の放送室』のトークで、松本が室井自身の体験談としてそれを語るということもあった（『ガキの使い』の放送では室井の名前は伏せられていた）。しかし、この事について室井は2019年9月6日放送の『ダウンタウンなう』にゲスト出演した際に「あれは、知り合いのスタイリストの友達の話」であると否定している。怖い話の1つに過ぎなかったものが、室井の実体験に変化するあたりは、都市伝説が流布する実例といえる。
『世にも奇妙な物語』や手塚治虫の『ミッドナイト』などでよくネタとして使われた。また、平山夢明の「東京伝説」の中で、家に警官がやってきて連続婦女暴行犯に注意するように伝えたがその後やってきた警官にその警官が犯人だったと知らされる話がある。ちなみに、囚人を追って現れる刑事が真犯人だったという文学作品が存在する。
この話は『USO!?ジャパン』にて「目撃者」、『やりすぎコージー』の企画「やりすぎ都市伝説」にて「エレベーターの男」という題名で再現ドラマ化された。また、2011年8月25日深夜に放送されたオムニバスドラマ「新あなたの知らない世界」内の1話「覗くな」においては、同じく有名な都市伝説である「ベッドの下の男」と共にこの話が題材として扱われた。

## 真偽
普通、このような聞き込みは刑事（私服の捜査員）が行うことが多く、2人以上のチームで行う。これはその聞き込みの相手が真犯人であれば抵抗や逃亡を試みる場合があるからである。また正式な聞き込みを行うということであれば、警察は対象者を調べた上である程度不審人物としてマークしているということを意味するのである。なお、制服警官も訪問を行うことはあるものの、目的は犯人捜索よりも、犯人が逃走中で危険なために防犯の啓発に軸足を置く。
噂について研究している社会情報学者の松田美佐は『爆笑問題のニッポンの教養』内で、この都市伝説の話題が出た際に、「その女優さん（室井滋）の話ではない」と述べている。